# دانيال روبرتس (منافس ألعاب قوى)
دانيال روبرتس (بالإنجليزية: Daniel Roberts)‏ هو منافس ألعاب قوى أمريكي، ولد في 13 أبريل 1998 في هامبتون في الولايات المتحدة.

## وصلات خارجية
- دانيال روبرتس على موقع الاتحاد الدولي لألعاب القوى (الإنجليزية)
- دانيال روبرتس على موقع الاتحاد الأمريكي لسباقات المضمار والميدان (الإنجليزية)
- دانيال روبرتس على موقع TFRRS.org (الإنجليزية)
- دانيال روبرتس على موقع اللجنة الأولمبية الدولية (الإنجليزية)
- دانيال روبرتس على موقع أوليمبيديا (الإنجليزية)
- دانيال روبرتس على موقع اللجنة الأولمبية والبارالمبية الأمريكية (الإنجليزية)